# Kevin Pouzou
Kevin Pouzou (* 30. Dezember 1988  in Bordeaux) ist ein französischer Balletttänzer, Choreograf und Kulturmanager. Er war Solist beim Staatsballett Berlin und zuletzt beim Ballett Zürich.

## Leben

### Ausbildung
Seine frühe Ausbildung im Ballett begann an der renommierten Schule der Pariser Oper von 1999 bis 2001. Anschließend setzte er seine Ausbildung am Conservatoire National Supérieur de Musique et de Danse de Paris (CNSMDP) von 2002 bis 2007 fort. Pouzou erwarb 2021 das Professional Dancers' Postgraduate Teaching Certificate (PDPTC) an der Royal Ballet Academy und schloss 2022 als Master of Business Administration (MBA) in Kunst- und Kulturmanagement an der Rome Business School ab.

### Ballettkarriere
Pouzous professionelle Ballettkarriere begann im August 2007, als er dem Staatsballett Berlin unter der Leitung von Vladimir Malakhov beitrat. Sein Talent wurde schnell erkannt, und bis 2014 wurde er unter der Leitung von Nacho Duato zum Solisten befördert. Im August 2017 wechselte Pouzou zum Ballett Zürich, wo er bis 2023 unter der Leitung von Christian Spuck tanzte.
Zu Pouzous bemerkenswertesten Auftritten zählen:
- Benno in Patrice Barts Schwanensee[5][6]
- Paris in John Crankos Romeo & Julia[7]
- Prinz Siegfried in Alexei Ratmanskys Schwanensee[4]
- Herzog Albrecht in Patrice Barts Giselle[8]

## Nach der aktiven Ballettzeit
Neben seiner Tanzkarriere hat Pouzou auch Choreografie und kulturelle Produktion erkundet. Zu seinen jüngsten Arbeiten zählen:
- From Down to Morrow, eine Choreografie, die für die Young Choreographers of Ballett Zürich (2023) erstellt wurde.[3]
- Shedding Echoes (2024), ein konzeptionelles Projekt, das von Lucas Valente choreografiert wurde und Teil des LGBTIQ+ Kulturfestivals Warmer Mai in Zürich ist.
- Ballet Stars Unleashed, eine Ballett-Gala, die er produziert hat und die im April 2024 im Musical Theater Basel und Lausanne stattgefunden hat.[1]

Nach dem Verlassen von Ballett Zürich im Jahr 2023 verlagerte Pouzou seinen Fokus auf das Kulturmanagement. Er wurde Büroleiter und ist verantwortlich für die Verwaltung von Einladungen beim Zurich Film Festival. Neben seiner administrativen Rolle verfolgt er weiterhin Projekte im Tanz und in der kulturellen Produktion.

## Nominierung
Im Jahr 2013 wurde Kevin Pouzou für seine Rolle als Benno im Ballett Schwanensee für den undotierten Nachwuchsdarstellerpreis Daphne-Preis der TheaterGemeinde Berlin an „junge Künstler für herausragende darstellerische Leistungen in den Bereichen Schauspiel, Gesang und Tanz“ nominiert, den der Schauspieler Sabin Tambrea gewann.

## Medienberichterstattung und öffentliche Auftritte
Pouzous Karriere wurde in zahlreichen Medien veröffentlicht, darunter in Publikationen wie Tanznetz und Ballett Journal. Er war auch in Interviews zu sehen, unter anderem mit den Schweizer Medien SRF im Januar 2021, wo er über seine Erfahrungen als Balletttänzer sprach und Herausforderungen und Vorurteile gegenüber Balletttänzern, die zu  Homophobie führen.